# Nokia PC Suite
Nokia PC Suite ist ein Softwarepaket zur Verwaltung von Nokia-Handys an Computern mit dem Betriebssystem Microsoft Windows. Der Nachfolger ist die Nokia Suite, die aber nicht mit Lotus Notes synchronisiert.

## Funktionen
Folgende Anwendungen sind in der aktuellen Version der PC Suite zu finden:
- Nokia PC Sync um Kontakte, Kalender, Notizen, E-Mails und Bookmarks von E-Mail-Programmen mit dem Handy zu synchronisieren
- Nokia Content Copier zum Backup der Telefon-Daten auf den PC
- Nokia Application Installer um Java- und Symbiansoftware zu installieren
- Nokia File Manager um Dateien im eigenen Explorer zu transferieren
- One Touch Access um das Telefon als Modem zu verwenden
- Nokia Music Manager um CDs zu rippen und zum Kopieren der Musik auf das Handy
- Nokia Image Store um Bilddateien zu verwalten

### Nokia PC Sync
Nokia PC Sync unterstützt folgende E-Mail-Programme:
- Microsoft Outlook 2000, 2002, 2003, 2007 (ab Vers. 6.85)
- Microsoft Outlook Express / Windows Mail
- Lotus Notes 5.x, 6.x, 7.x und 8.0
- Lotus Organizer 5.x und 6.x

## Systemanforderungen
- Betriebssystem: Windows 2000, Windows XP oder Windows Vista. Die aktuelle Version 7.0 lässt sich unter Windows 2000 nicht mehr installieren.
- Man kann das Handy per USB-Datenkabel, Infrarot oder Bluetooth mit dem PC verbinden.
- Offiziell von Nokia unterstützte Bluetooth-Stacks sind die von Microsoft Windows, Toshiba, Widcomm und BlueSoleil